# Santa Cruz (Galapágy)
Santa Cruz je ostrov v Pacifiku, patřící do ekvádorského souostroví Galapágy. Ostrov mírně oválného tvaru má rozměry přibližně 32×40 km, nejvyšší bod má 864 m.
V hlavním městě Puerto Ayora žije více než 10 000 lidí.
Prakticky celý ostrov je tvořen masivním štítovým vulkánem, jeho centrální zóna se nachází v severní části ostrova. Povrch ostrova je posetý víceleté krátery a Strusková kužely. Doba poslední erupce není přesně určena, ale některé lávové proudy nemají více než několik stovek let.

## Fauna ostrova
Na ostrově žijí tučňáci a také jediný mořský plaz leguán galapážský.

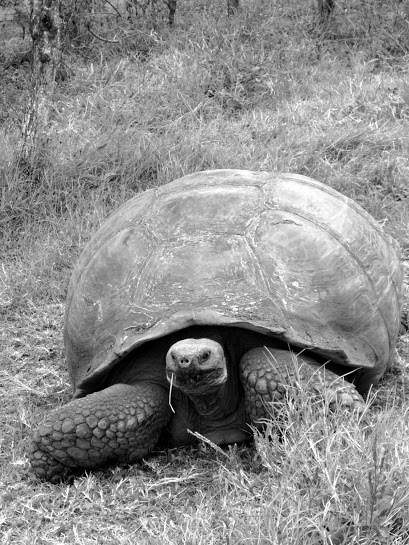
želva sloní
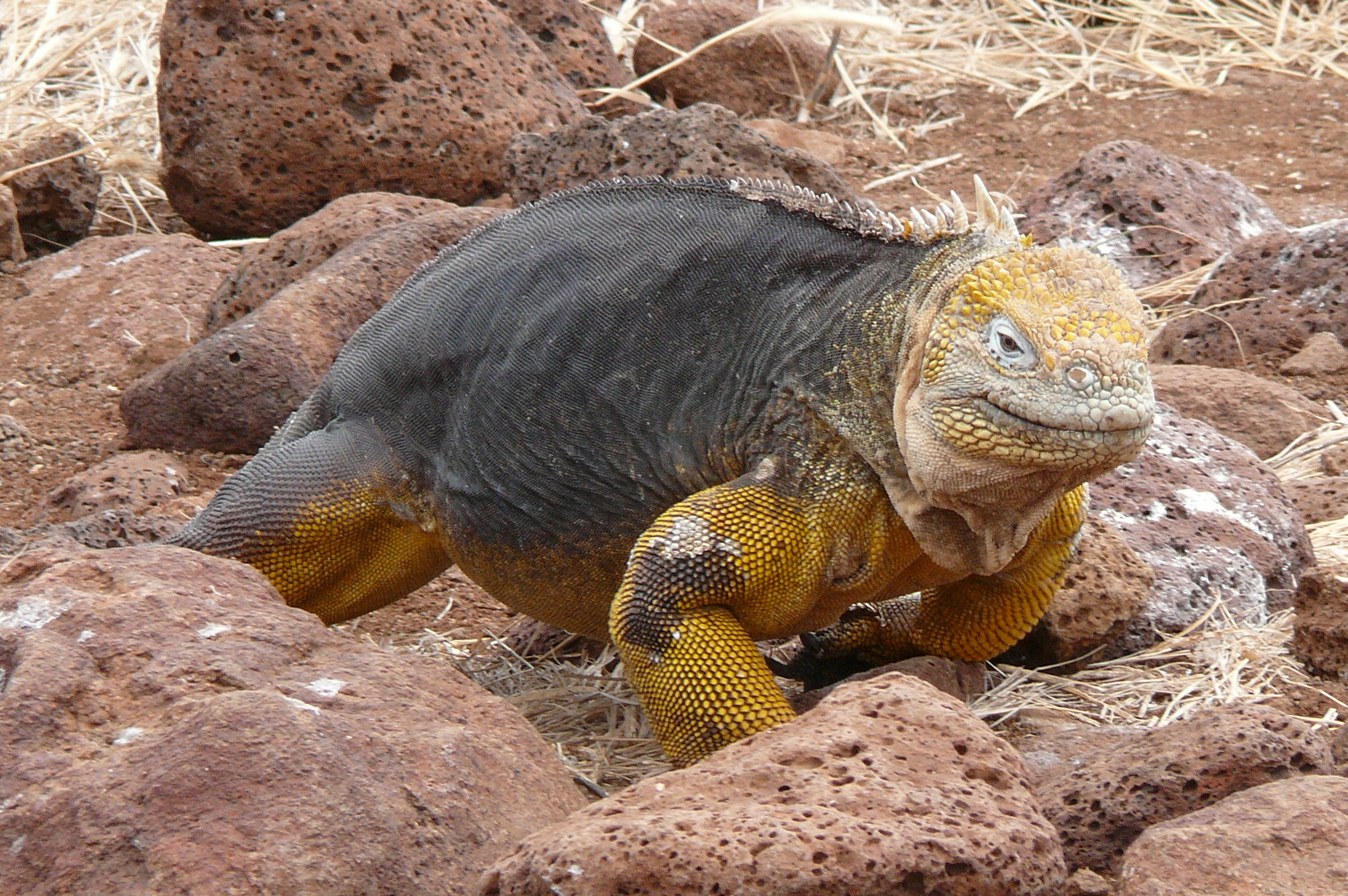
Leguán galapážský
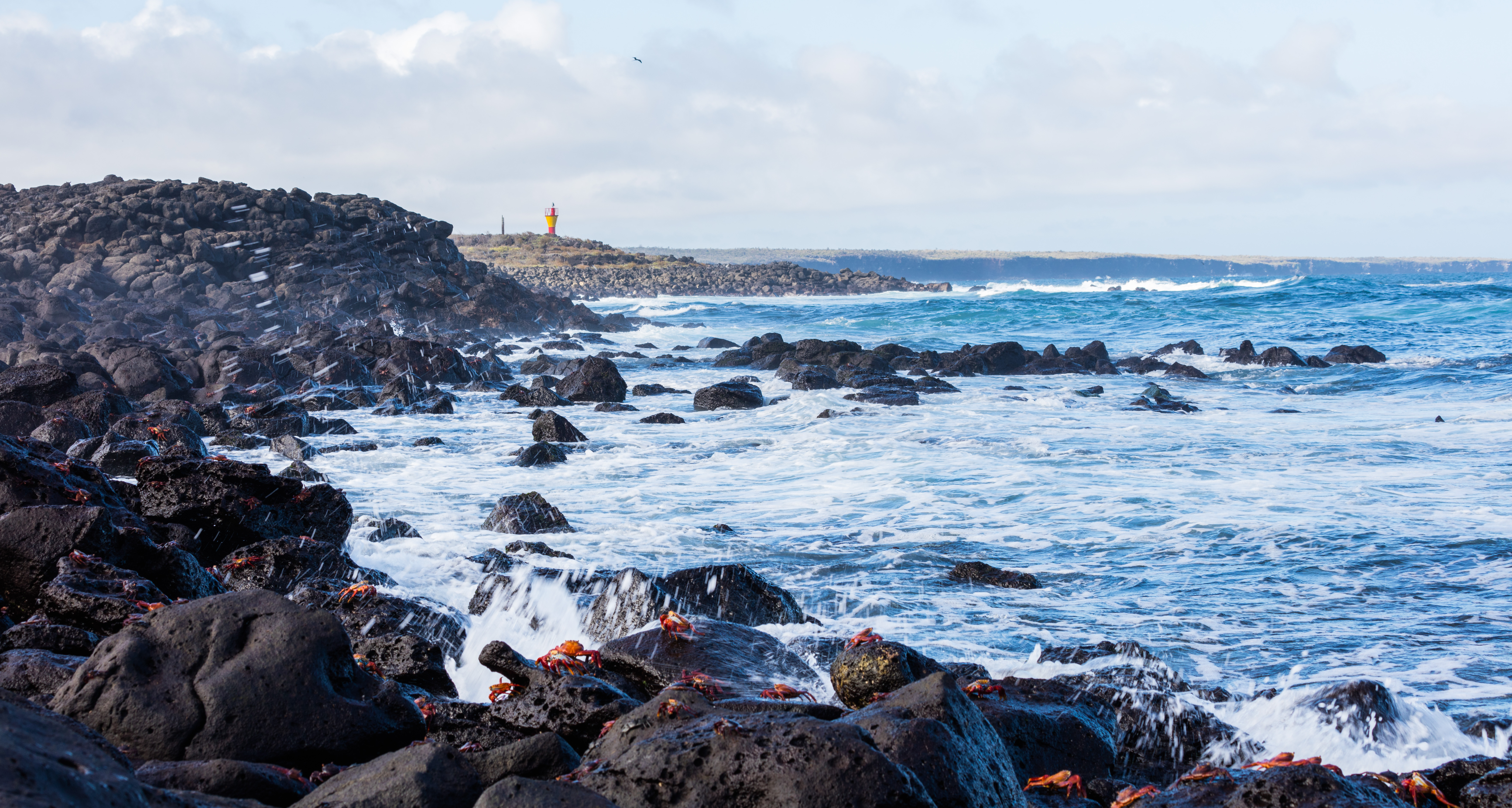
Pobřeží